# محمد الإدريسي العلمي المشيشي
محمد الإدريسي العلمي المشيشي (مواليد 1947) أستاذ وسياسي مغربي. يعتبر أحد أعلام الفقه القانوني المغربي، وقد كان أستاذا بجامعة محمد الخامس أكدال بالرباط، ومديرا للمعهد العالي للإعلام والاتصال

## مسيرته
اشتغل أستاذا للتعليم العالي منذ سنة 1969 بكلية العلوم القانونية والاقتصادية والاجتماعية أكدال بالرباط. ودرّس مواد القانون الجنائي والمسطرة الجنائية والقانون التجاري وقانون الإعلام والفقه الإسلامي.
كما كان يرأس شعبة قانون الأعمال بالمعهد العالي للتجارة وإدارة المقاولات، وشعبة القانون الخاص بكلية العلوم القانونية والاقتصادية والاجتماعية أكدال بالرباط، وشغل مهام مستشار مساعد وزير الدولة في الإعلام، ومدير المعهد العالي للصحافة (المعهد العالي للإعلام والاتصال) حاليا ، ووزير العدل في حكومتي العمراني السادسة والفيلالي الأولى في الفترة من 1993 إلى 1995، وبهذه الصفة، عضو بالمجلس الاستشاري لحقوق الإنسان (المجلس الوطني لحقوق الإنسان حاليا).
ويرأس الهيئة المستقلة لأخلاقيات الصحافة، ويدير حاليا مركز دراسات الدكتوراه بكلية العلوم القانونية والاقتصادية والاجتماعية أكدال بالرباط. كما له عشرات المؤلفات والدراسات في المجال القانوني باللغتين العربية والفرنسية.

## أعماله
صدر له مؤلفات عديدة في الحقل القانوني:
- القانون المبني للمجهول[5]
- المسطرة الجنائية (1991)[6]